# 大托尔西
大托尔西（法語：Torcy-le-Grand，法語發音：[tɔʁsi lə ɡʁɑ̃]）是法国滨海塞纳省的一个市镇，与小托尔西相邻，属于迪耶普区。

## 地理
大托尔西（49°47'58"N, 1°10'31"E）面积8.75 平方千米，位于法国诺曼底大区滨海塞纳省，该省份为法国北部沿海省份，其西部及北部濒大西洋英吉利海峡，东起顺时针与索姆省、瓦兹省、厄尔省和卡爾瓦多斯省接壤。
与大托尔西接壤的市镇（或旧市镇、城区）包括：米什当、圣富瓦、圣奥诺雷、小托尔西。

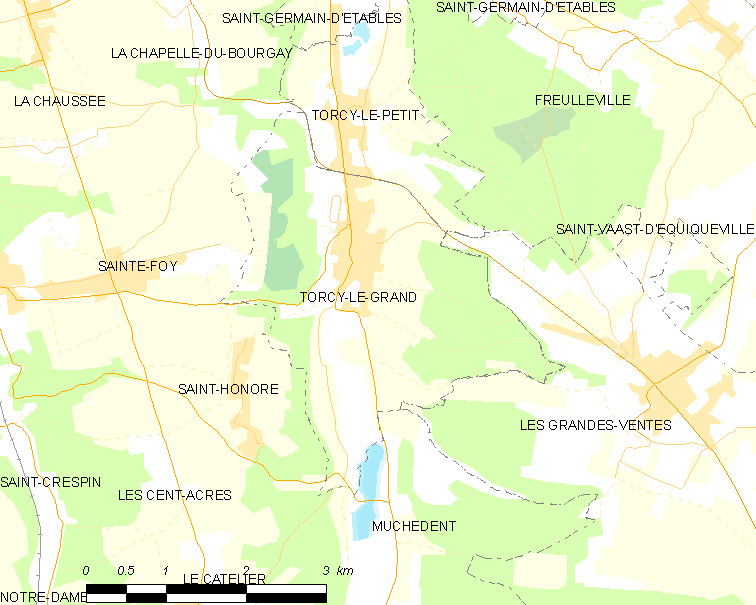
大托尔西的OSM定位图

大托尔西的时区为UTC+01:00、UTC+02:00（夏令时）。

## 行政
大托尔西的邮政编码为76590，INSEE市镇编码为76697。

## 政治
大托尔西所属的省级选区为吕讷赖县。

## 人口

1962-2008年间大托尔西人口变化图示

大托尔西于2022年1月1日时的人口数量为793人。